# Glyptometra
Glyptometra is een geslacht van haarsterren uit de familie Charitometridae.

## Soorten
- Glyptometra angusticalyx (Carpenter, 1884)
- Glyptometra crassa (A.H. Clark, 1912)
- Glyptometra distincta (Carpenter, 1888)
- Glyptometra inaequalis (Carpenter, 1888)
- Glyptometra invenusta (A.H. Clark, 1909)
- Glyptometra investigatoris (A.H. Clark, 1909)
- Glyptometra lata (A.H. Clark, 1907)
- Glyptometra lateralis (A.H. Clark, 1908)
- Glyptometra levigata (A.H. Clark, 1909)
- Glyptometra macilenta (A.H. Clark, 1909)
- Glyptometra sclateri (Bell, 1905)
- Glyptometra septentrionalis (A.H. Clark, 1911)
- Glyptometra sparksi (John, 1937)
- Glyptometra timorensis A.H. Clark, 1912
- Glyptometra tuberosa (Carpenter, 1888)